# Senátní obvod č. 65 – Šumperk
Senátní obvod č. 65 – Šumperk je podle zákona č. 247/1995 Sb. tvořen částí okresu Šumperk, ohraničenou na jihu obcemi Kamenná, Rohle, Lesnice, Postřelmov, Rovensko, Svébohov, Jedlí a Štíty, a celým okresem Jeseník.
Současným senátorem je od roku 2024 Stanislav Balík.

## Senátoři

Václav Reitinger
Adolf Jílek
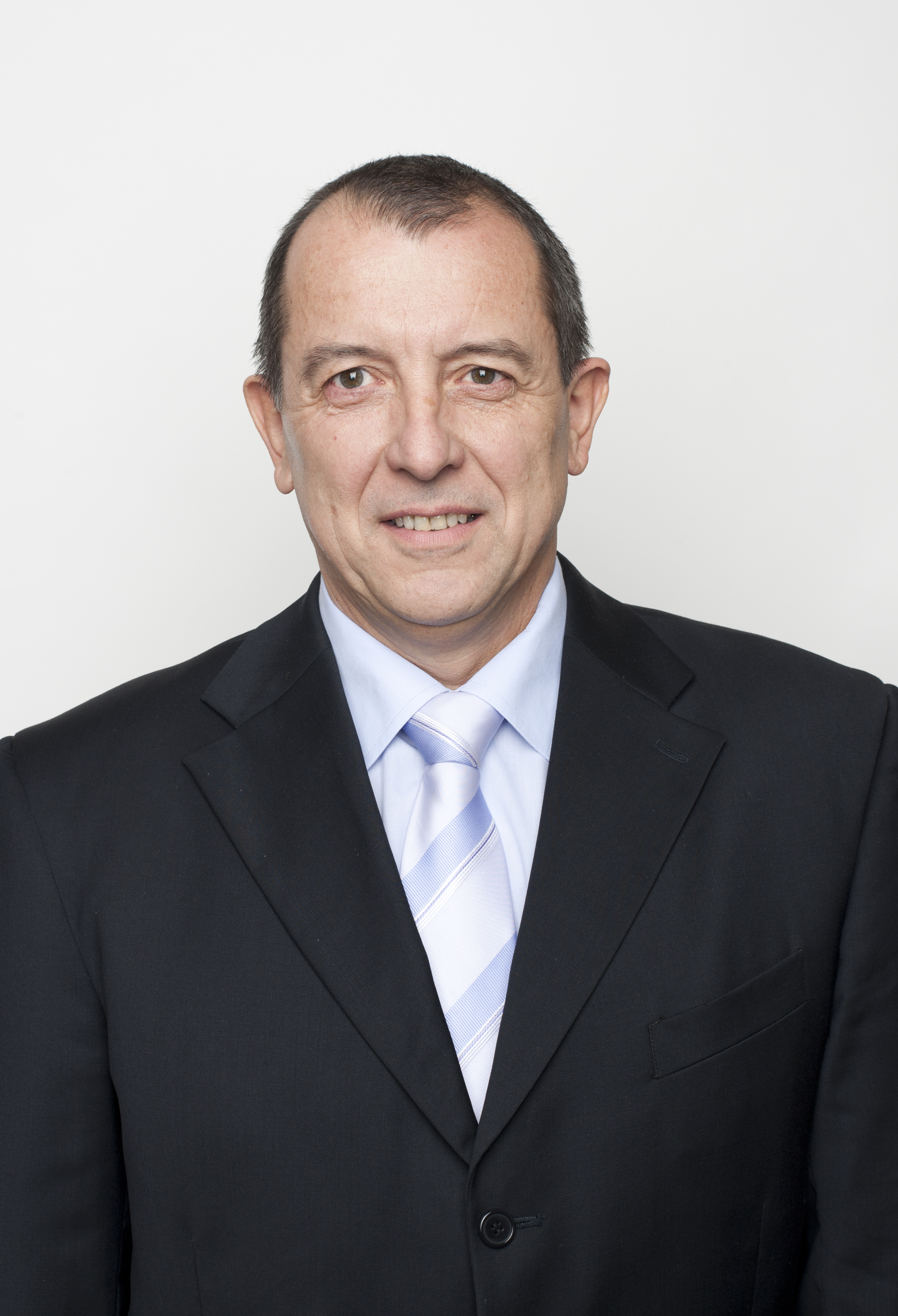
Zdeněk Brož
Miroslav Adámek
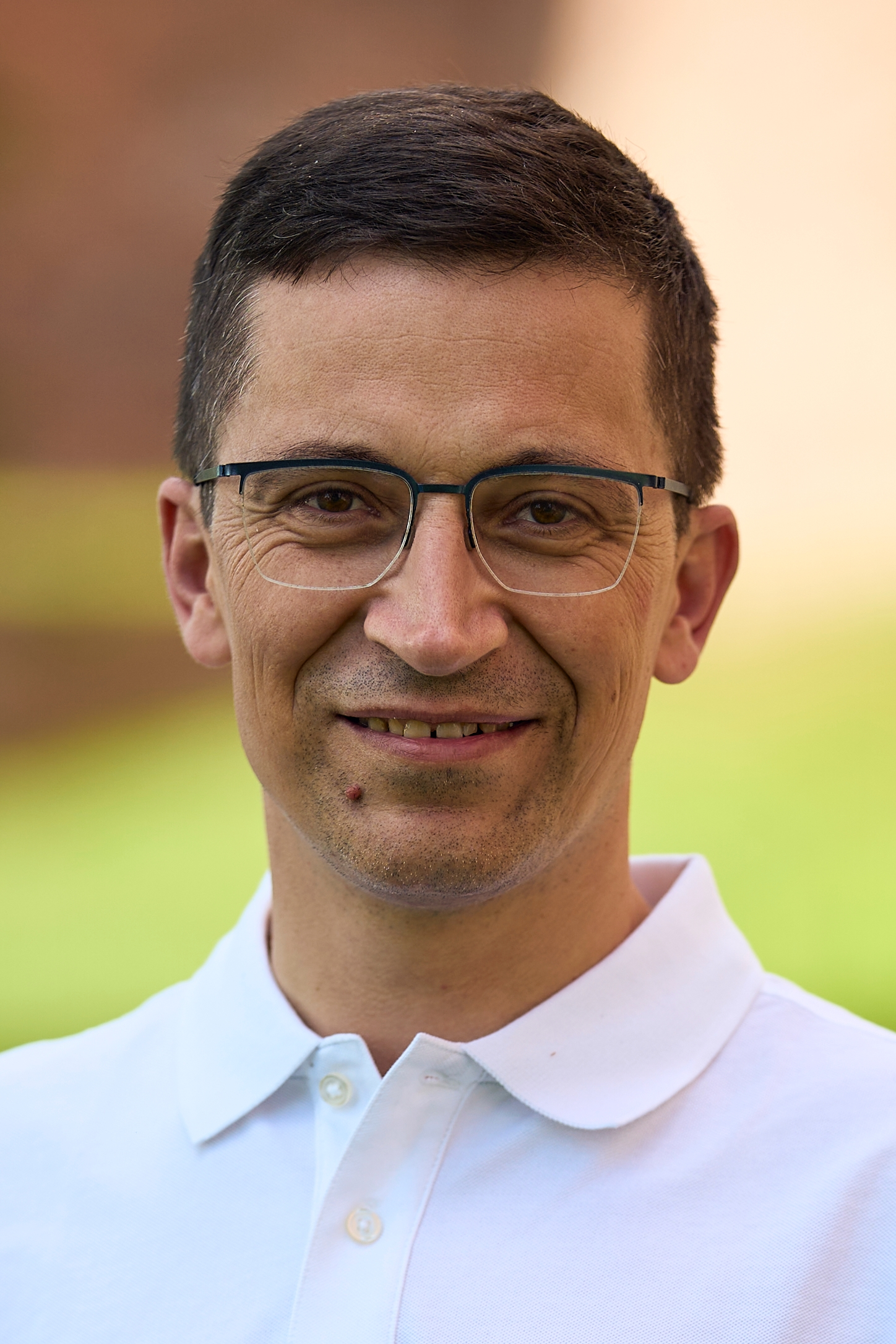
Stanislav Balík

| Volby | Volby                | Senátor                            | Volební strana | Navrhující strana | Politická příslušnost | Odkaz  |
| ----- | -------------------- | ---------------------------------- | -------------- | ----------------- | --------------------- | ------ |
|       | 1996                 | Ing. Václav Reitinger              | ČSSD           | ČSSD              | ČSSD                  | profil |
|       | 2000                 | Ing. Adolf Jílek                   | 4KOALICE       | KDU-ČSL           | KDU-ČSL               | profil |
| 2006  | KDU-ČSL              | Ing. Adolf Jílek                   | profil         | KDU-ČSL           | KDU-ČSL               |        |
| 2012  | Mgr. Bc. Zdeněk Brož | KDU-ČSL, NV                        | BEZPP          | KDU-ČSL           | profil                |        |
|       | 2018                 | Mgr. Miroslav Adámek               | ANO            | ANO               | BEZPP                 | profil |
|       | 2024                 | prof. PhDr. Stanislav Balík, Ph.D. | nezávislý      | nezávislý         | nestraník             |        |

## Volby

### Rok 1996
| Kandidát | Kandidát                    | Volební strana | Navrhující strana | Politická příslušnost | Počet hlasů (1. kolo) | %     | Počet hlasů (2. kolo) | %     |
| -------- | --------------------------- | -------------- | ----------------- | --------------------- | --------------------- | ----- | --------------------- | ----- |
|          | Ing. Václav Reitinger       | ČSSD           | ČSSD              | ČSSD                  | 5 575                 | 19,71 | 15 101                | 54,52 |
|          | Ing. Přemysl Michálek, CSc. | ODS            | ODS               | ODS                   | 7 231                 | 25,56 | 12 596                | 45,48 |
|          | Ing. František Merta        | KSČM           | KSČM              | KSČM                  | 5 153                 | 18,22 | —                     | —     |
|          | Ing. Petr Košacký           | ODA            | ODA               | ODA                   | 4 197                 | 14,84 | —                     | —     |
|          | JUDr. Josef Sedláček        | NK             | NK                | BEZPP                 | 2 970                 | 10,50 | —                     | —     |
|          | Mgr. Jiří Veber             | ČSNS           | ČSNS              | ČSNS                  | 1 470                 | 5,20  | —                     | —     |
|          | PhDr. Jiří Kvapil           | MSLK_96        | MOR_SLEZ          | MNS                   | 773                   | 2,73  | —                     | —     |
|          | Ing. Milan Mátl             | SZ             | SZ                | SZ                    | 412                   | 1,46  | —                     | —     |
|          | Ing. Milan Žežula           | CAO            | CAO               | CAO                   | 276                   | 0,98  | —                     | —     |
|          | Josef Singer                | DEU            | DEU               | DEU                   | 232                   | 0,82  | —                     | —     |

### Rok 2000
| Kandidát | Kandidát              | Volební strana | Navrhující strana | Politická příslušnost | Počet hlasů (1. kolo) | %     | Počet hlasů (2. kolo) | %     |
| -------- | --------------------- | -------------- | ----------------- | --------------------- | --------------------- | ----- | --------------------- | ----- |
|          | Ing. Adolf Jílek      | 4KOALICE       | KDU-ČSL           | KDU-ČSL               | 8 039                 | 28,93 | 8 539                 | 58,75 |
|          | Ing. Petr Krill       | ODS            | ODS               | ODS                   | 6 787                 | 24,42 | 5 995                 | 41,24 |
|          | RSDr. Jiří Suma       | KSČM           | KSČM              | KSČM                  | 6 262                 | 22,53 | —                     | —     |
|          | Ing. Jiří Krátký      | ČSSD           | ČSSD              | ČSSD                  | 4 977                 | 17,91 | —                     | —     |
|          | Ing. Václav Reitinger | NK             | NK                | ČSSD                  | 1 722                 | 6,19  | —                     | —     |

### Rok 2006
| Kandidát | Kandidát              | Volební strana | Navrhující strana | Politická příslušnost | Počet hlasů (1. kolo) | %     | Počet hlasů (2. kolo) | %     |
| -------- | --------------------- | -------------- | ----------------- | --------------------- | --------------------- | ----- | --------------------- | ----- |
|          | Ing. Adolf Jílek      | KDU-ČSL        | KDU-ČSL           | KDU-ČSL               | 8 858                 | 24,32 | 8 473                 | 58,24 |
|          | Zdeněk Zerzáň         | ODS            | ODS               | ODS                   | 8 589                 | 23,58 | 6 073                 | 41,75 |
|          | Ing. Zdeněk Muroň     | ČSSD           | ČSSD              | ČSSD                  | 7 686                 | 21,10 | —                     | —     |
|          | Josef Janíček         | KSČM           | KSČM              | KSČM                  | 6 505                 | 17,86 | —                     | —     |
|          | PhDr. Jindřich Němčík | NV             | NV                | BEZPP                 | 4 783                 | 13,13 | —                     | —     |

### Rok 2012
| Kandidát | Kandidát              | Volební strana | Navrhující strana | Politická příslušnost | Počet hlasů (1. kolo) | %     | Počet hlasů (2. kolo) | %     |
| -------- | --------------------- | -------------- | ----------------- | --------------------- | --------------------- | ----- | --------------------- | ----- |
|          | Mgr. Bc. Zdeněk Brož  | KDU-ČSL, NV    | KDU-ČSL           | BEZPP                 | 7 578                 | 25,51 | 10 271                | 55,52 |
|          | Ing. Miloslav Vlček   | ČSSD           | ČSSD              | ČSSD                  | 6 746                 | 22,71 | 8 227                 | 44,47 |
|          | František Mencner     | KSČM           | KSČM              | BEZPP                 | 5 725                 | 19,27 | —                     | —     |
|          | Mgr. Petr Procházka   | ODS            | ODS               | ODS                   | 4 483                 | 15,09 | —                     | —     |
|          | Jan Kubíček           | NK             | NK                | BEZPP                 | 2 703                 | 9,1   | —                     | —     |
|          | Ing. Jana Němečková   | TOP 09, STAN   | STAN              | STAN                  | 1 833                 | 6,17  | —                     | —     |
|          | MUDr. Vilém Bruk, MBA | NÁR.SOC.       | NÁR.SOC.          | NÁR.SOC.              | 396                   | 1,33  | —                     | —     |
|          | Jiří Novák            | ČS             | ČS                | BEZPP                 | 238                   | 0,8   | —                     | —     |

### Rok 2018
| Kandidát | Kandidát                          | Volební strana | Navrhující strana | Politická příslušnost | Počet hlasů (1. kolo) | %     | Počet hlasů (2. kolo) | %     |
| -------- | --------------------------------- | -------------- | ----------------- | --------------------- | --------------------- | ----- | --------------------- | ----- |
|          | Mgr. Miroslav Adámek              | ANO            | ANO               | BEZPP                 | 10 983                | 29,21 | 9 982                 | 60,55 |
|          | Mgr. Bc. Zdeněk Brož              | KDU-ČSL, NV    | KDU-ČSL           | BEZPP                 | 7 695                 | 20,46 | 6 501                 | 39,44 |
|          | Ing. Josef Ťulpík                 | ODS            | ODS               | ODS                   | 6 164                 | 16,39 | —                     | —     |
|          | MUDr. Dana Galuszková, Ph.D., MBA | ČSSD           | ČSSD              | ČSSD                  | 5 828                 | 15,50 | —                     | —     |
|          | Ing. Tomáš Hauzner                | SPD            | SPD               | SPD                   | 4 280                 | 11,38 | —                     | —     |
|          | Ing. Vladislav Rulíšek            | KSČM           | KSČM              | KSČM                  | 2 644                 | 7,03  | —                     | —     |

### Rok 2024
Ve volbách v roce 2024 senátor předseda senátorského klubu ANO a SOCDEM Miroslav Adámek obhajoval svůj mandát jako nestraník za hnutí ANO. Jeho vyzyvateli byli odborník v energetice a pro životní prostředí Vladimír Hošek ze Svobodných, kterého podporovalo také hnutí SPD a strana PRO 2022, a univerzitní profesor a nezávislý kandidát Stanislav Balík, kterého podporovali ODS, KDU-ČSL KONS, Monarchiste.cz a NV Šumperk.
Do druhého kola postoupili Miroslav Adámek a Stanislav Balík. Dosavadní senátor svůj mandát neobhájil.
| Kandidát | Kandidát                           | Volební strana | Navrhující strana | Politická příslušnost | Počet hlasů (1. kolo) | %     | Počet hlasů (2. kolo) | %     |
| -------- | ---------------------------------- | -------------- | ----------------- | --------------------- | --------------------- | ----- | --------------------- | ----- |
|          | prof. PhDr. Stanislav Balík, Ph.D. | NK             | NK                | BEZPP                 | 11 032                | 44,38 | 9 812                 | 54,25 |
|          | Mgr. Miroslav Adámek               | ANO            | ANO               | BEZPP                 | 11 991                | 48,24 | 8 274                 | 45,74 |
|          | Vladimír Hošek                     | Svobodní       | Svobodní          | Svobodní              | 1 831                 | 7,36  | —                     | —     |

## Volební účast
|  | nejvyšší volební účast |  | nejnižší volební účast |

| Rok  | % (1. kolo) | % (2. kolo) |
| ---- | ----------- | ----------- |
| 1996 | 29,49       | 28,71       |
| 2000 | 30,41       | 14,78       |
| 2006 | 40,91       | 14,46       |
| 2012 | 33,97       | 18,46       |
| 2018 | 40,37       | 16,88       |
| 2024 | 27,40       | 19,22       |